# Gölsen
La Gölsen est une rivière autrichienne, affluent de la Traisen qui coule dans le land de Basse-Autriche, donc sous-affluent du Danube.

## Géographie
Elle prend sa source sur le territoire de la ville de Hainfeld avec la rencontre de la Fliedersbach et de la Ramsaubach. Elle coule ensuite dans une direction est-ouest pendant une quinzaine de km, traverse Rohrbach an der Gölsen et Sankt Veit an der Gölsen avant de terminer son cours à Traisen.